# 역곡중학교 축구부
역곡중학교 축구부는 경기도 부천시에 위치한 역곡중학교의 축구부이다. 경희중학교가 운영하는 축구부로 1987년에 창단하였다.

## 같이 보기
- 역곡중학교